# Mecerreyes
Mecerreyes ist ein Ort und eine zur bevölkerungsarmen Serranía Celtibérica gehörende Gemeinde (municipio) mit 187 Einwohnern (Stand: 2024) in der spanischen Provinz Burgos in der autonomen Region Kastilien-León. Der Ort gehört zu den Stationen des Camino del Cid und lag an der von Alicante bzw. Valencia kommenden Ruta de la Lana, einem einstmals bedeutenden Handels- und Pilgerweg.

## Lage und Klima
Der Ort Mecerreyes liegt im Osten der kastilischen Hochebene (meseta)etwa 35 km (Fahrtstrecke) südöstlich der Stadt Burgos in einer Höhe von gut 1000 m. Der sehenswerte Ort Covarrubias ist nur knapp 7 km in südöstlicher Richtung entfernt. Das Klima ist trotz der Höhenlage gemäßigt bis warm; Regen (ca. 560 mm/Jahr) fällt übers Jahr verteilt.

## Bevölkerungsentwicklung
| Jahr      | 1857 | 1900 | 1950  | 2000 | 2019 |
| Einwohner | 661  | 884  | 1.003 | 325  | 200  |

Die Mechanisierung der Landwirtschaft, die Aufgabe bäuerlicher Kleinbetriebe und der daraus resultierende geringere Arbeitskräftebedarf haben seit der Mitte des 20. Jahrhunderts zu einem deutlichen Rückgang der Einwohnerzahlen geführt (Landflucht).

## Wirtschaft
Der Ort war und ist in hohem Maße landwirtschaftlich und selbstversorgerisch geprägt, wobei Viehzucht und Milchwirtschaft dominieren; auf einigen Feldern in der Umgebung werden Weizen und Gerste angebaut. Seit der Mitte des 20. Jahrhunderts ist der Tagestourismus eine wichtige Einnahmequelle der Gemeinde.

## Geschichte
Aus der Jungsteinzeit stammt der ca. 5 km nordöstlich des Ortes gelegene Dolmen von Mazariegos. Römische Spuren wie terra-sigillata-Scherben wurden nahe der südlichen Gemeindegrenze entdeckt; die westgotische Kirche von Quintanilla de las Viñas befindet sich etwa 12 km nordöstlich. In der Zeit des islamischen Vordringens entvölkerte sich die Gegend; zwei Vorstöße Abd ar-Rahmans III. in den Jahren 920 und 934 sowie stellten die weitere Existenz des zuvor neubesiedelten Ortes erneut infrage. Doch die Eroberungen des kastilischen Grafen Fernán González († 970) brachten das Gebiet endgültig unter christliche Kontrolle. Die erste Erwähnung des Ortsnamens Mezerese stammt aus dem Jahr 978. Im 12. Jahrhundert kam Mecerreyes unter die Gerichtsbarkeit des Hauses Lara; später versank der der Ort in eine urkundliche Vergessenheit.

## Sehenswürdigkeiten
Mecerreyes

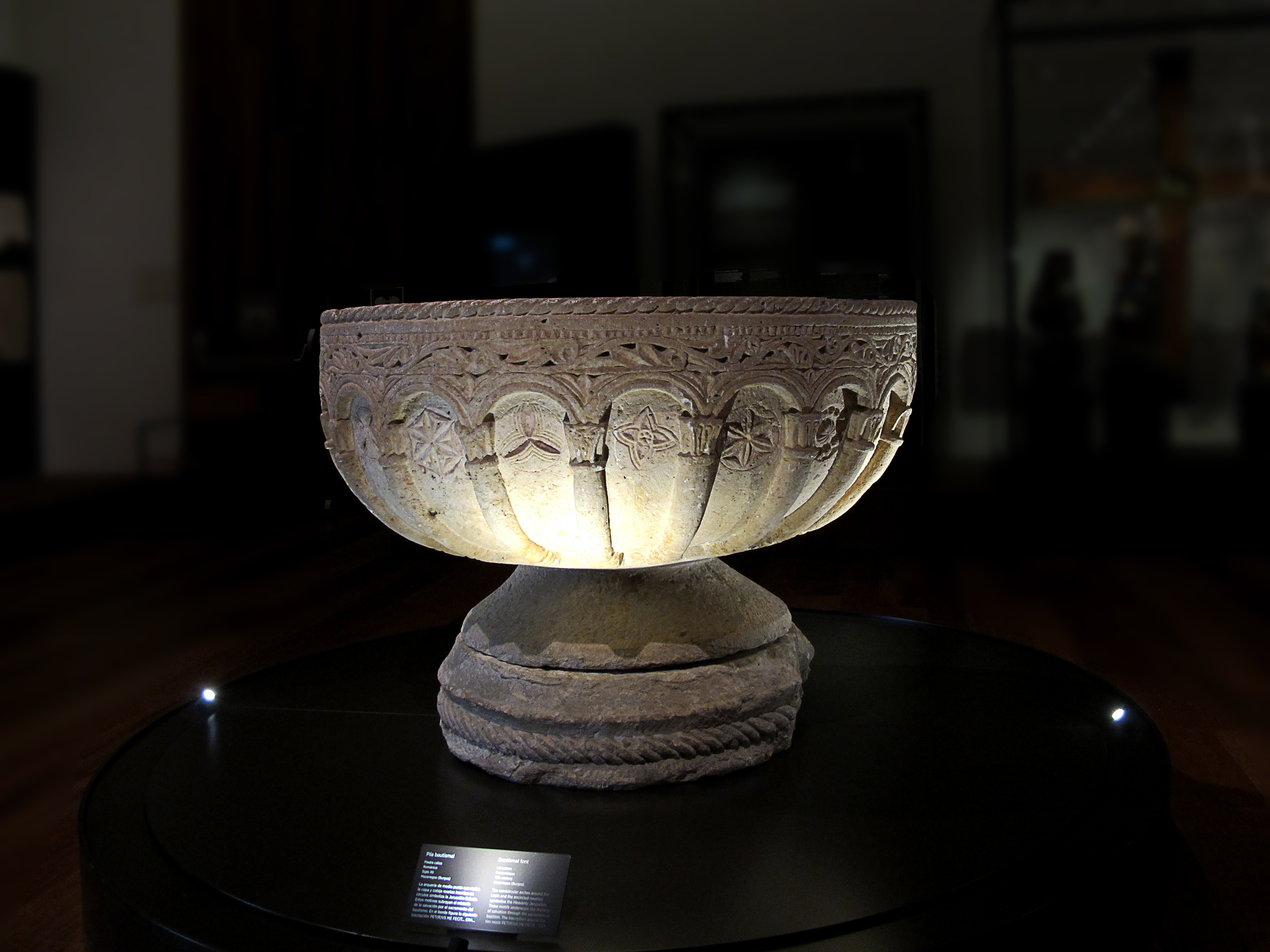
Taufstein aus der Kirche von Mazariegos

- Die dreischiffige Iglesia de San Martín entstand im ausgehenden 16. Jahrhundert an der Stelle eines Vorgängerbaus (Burg oder Kirche); der geschlossene Vorbau auf der Südseite ist eine Hinzufügung des 17. Jahrhunderts. Blickfänge im Innern sind die barocken Altarretabel (retablos) in den drei Apsiden; außerdem ist ein romanisches Taufbecken (pila bautismal) zu sehen.
- Etwas außerhalb des Ortes wurde Ende des 20. Jahrhunderts eine 4,50 m hohe Statue von El Cid errichtet, dessen tatsächliche Anwesenheit im Ort nur erschlossen werden kann.

Mazariegos
- Der bereits im frühen 19. Jahrhundert eingemeindete Weiler Mazariegos ist längst verlassen. Das Innere der heute weitgehend ruinösen Kirche Santa Eulalia barg einen reich verzierten romanischen Taufstein, der im Museo Arqueológico Nacional de España in Madrid aufbewahrt und gezeigt wird.